# Tierra de Lobos - L'amore e il coraggio
Tierra de Lobos - L'amore e il coraggio (Tierra de Lobos) è una serie televisiva spagnola, prodotta da Multipark Ficción e Boomerang TV, e trasmessa in prima visione assoluta da Telecinco dal 29 settembre 2010 al 14 gennaio 2014.
In Italia, le prime due stagioni della serie sono state trasmesse in versione censurata in prima visione da Rete 4 dal 28 agosto 2012 al 19 maggio 2013.

## Trama
Spagna, 1878. La serie racconta le vicende della famiglia Lobo, composta dal patriarca Antonio Lobo, latifondista locale che esercita il suo potere sulla remota parte di Spagna ove vive, e si illude di poter controllare allo stesso modo le sue quattro figlie: Almudena, la maggiore delle quattro, che sogna l'amore; la bella Isabel, che col tempo scoprirò di essere diversa dalle altre ragazze in quanto lesbica; la frivola Nieves, che intrattiene una relazione sessuale con il figlioccio del padre, Anibal e la piccola Rosa, malata di tubercolosi.
A partire dalla seconda stagione, si sviluppa la storia d'amore tra Isabel e Cristina.

## Episodi
| Stagione         | Episodi | Prima TV Spagna | Prima TV Italia |
| ---------------- | ------- | --------------- | --------------- |
| Prima stagione   | 10      | 2010            | 2012            |
| Seconda stagione | 10      | 2011            | 2013            |
| Terza stagione   | 16      | 2013-2014       | inedita         |

## Personaggi e interpreti
- Isabel Lobo (stagioni 1-3), interpretata da Adriana Torrebejano e doppiata da Benedetta Ponticelli. Isabel è la figlia secondogenita di Antonio Lobo, ha un carattere indipendente ed è molto diversa dalle sue sorelle, lei vorrebbe rimanere per sempre a Tierra de Lobos per badare alla tenuta e non sposarsi. Durante la seconda stagione uccide assieme alle sue sorelle Almudena e Nieves, suo cognato Felix e poi scoprirá di essere omosessuale e quando suo padre lo scopre la rinchiude in convento dal quale riesce a fuggire grazie ad Almudena e Nieves.
- Almudena Lobo (stagioni 1-3), interpretata da Silvia Alonso e doppiata da Sonia Mazza. Contraddistinta da un carattere dolce e sensibile, Almudena è la figlia maggiore di Antonio Lobo e all'inizio della serie si innamora a prima vista di Cesar Bravo, la loro storia sarà ostacolata in tutti i modi dal padre di Almudena che odia il ragazzo. Nel finale della prima stagione suo padre Antonio Lobo combina il suo matrimonio con Felix (sempre con l'intento di allontanarla da Cesar). Felix inizierá però a torturare Almudena e cercherá di far credere a tutti che sia pazza ma grazie a una lettera la veritá viene a galla, e lei, Isabel e Nieves lo uccideranno e seppelliscono nel bosco. Nel finale della seconda stagione dopo aver sposato Cesar quest'ultimo viene arrestato dopo essersi preso lui la colpa di aver ucciso Felix.
- Nieves Lobo (stagioni 1-3), interpretata da Dafne Fernández e doppiata da Jolanda Granato. Nieves è la figlia terzogenita di Antonio Lobo ed è la più forte tra le sue sorelle. È anche molto testarda, determinata e orgogliosa. Da sempre innamorata di Anibal la loro sarà una storia molto travagliata. Nella seconda stagione insieme alle sue sorelle maggiori uccide suo cognato Felix. Nella terza stagione aiutata dalla sorella minore Rosa tenterá il tutto e per tutto per cacciare dalla famiglia la sua matrigna Helena e a seguito della morte del padre di diventare la nuova Signora della casa ma invana.
- Rosa Lobo (stagioni 1-3), interpretata da Carla Díaz e doppiata da Deborah Morese. Rosa è la figlia minore di Antonio Lobo, nella prima stagione si ammala di tubercolosi ma grazie a Felix guarirá, nella seconda stagione perde la vista a causa dell'esplosione di una bomba ma poi la recupera. Nella terza stagione aiuterá la sorella maggiore Nieves nell'intento di cacciare la sua matrigna Helena dalla Villa e diventare la nuova Padrona della tenuta.